# Biscoito florentino

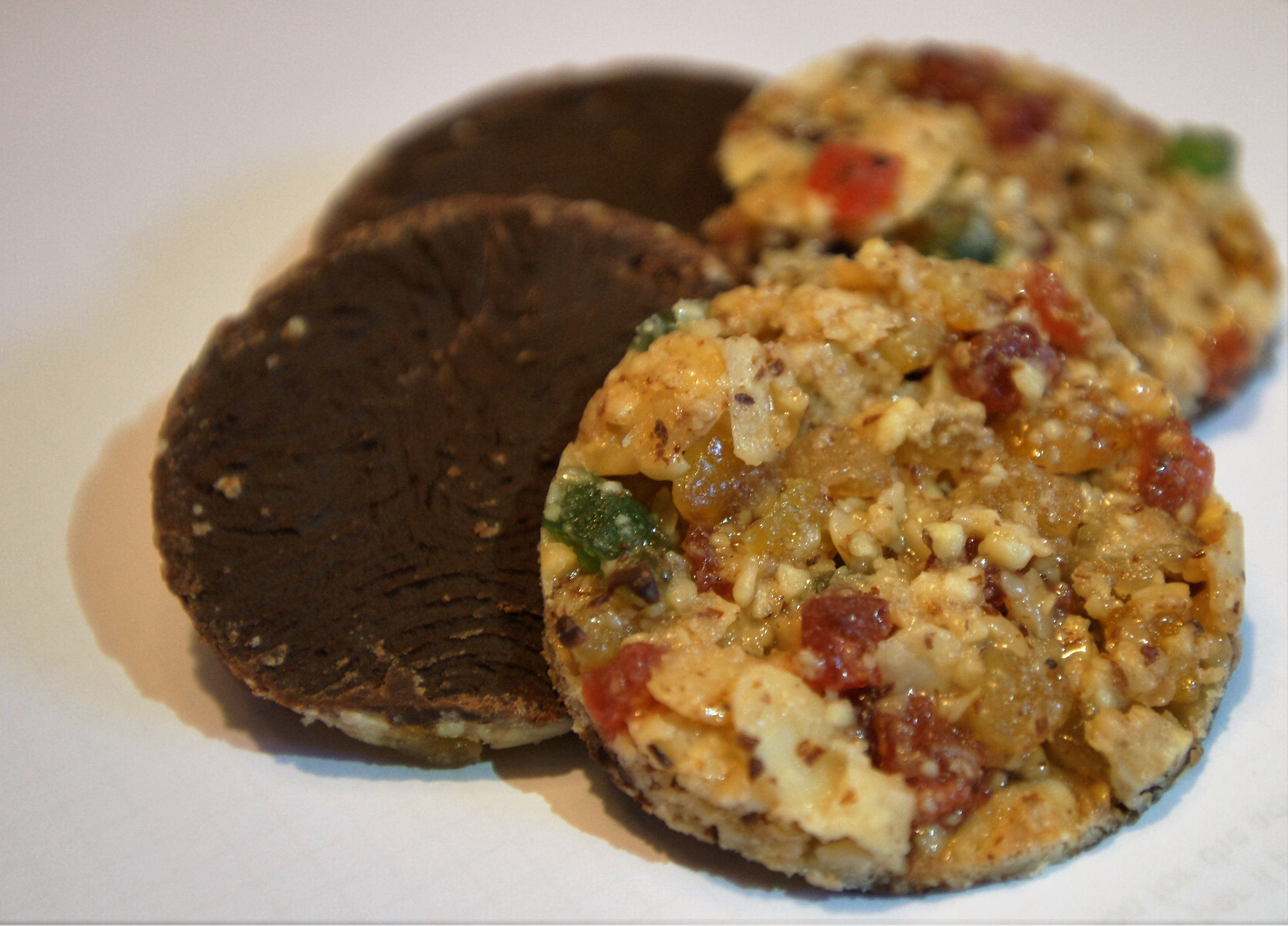
Biscoitos florentinos

O biscoito florentino - ou simplesmente florentino - é um doce de massa folhada de nozes e frutas, cuja origem está na cidade de Florença, região italiana da Toscana e que são muito populares na época do Natal.
Os florentinos são feitos de nozes (normalmente, avelãs e amêndoas) e cerejas cristalizadas  misturadas com açúcar derretido junto com  manteiga e mel, cozidos num forno. Eles são, muitas vezes, revestidos na parte inferior com chocolate. Outros tipos de frutas cristalizadas também podem ser utilizados na receita. Eles geralmente não contêm nem farinha, nem ovos.